# 1880-е годы
1880-е (ты́сяча восемьсо́т восьмидеся́тые) го́ды по григорианскому календарю — промежуток времени с 1 января 1880 года по 31 декабря 1889 года, включающий 1880 год 8-го десятилетия   и с 1881 по 1889 годы    9-го десятилетия XIX века 2-го тысячелетия.  Они закончились 136 лет назад.
Десятилетие считается частью «Прекрасной эпохи» — периода относительного мира и быстрого развития прогресса в Европе и Северной Америке. В этот период внедрялись изобретения, связанные с электричеством и транспортом: появились автомобили, электростанции, началось распространение электрического света, трамваев, а также управляемых дирижаблей. Были созданы многие классические произведения литературы, музыки и живописи. Тем не менее, в мире происходили отдельные региональные войны и продолжали нарастать политические противоречия, вызванные социальным неравенством.

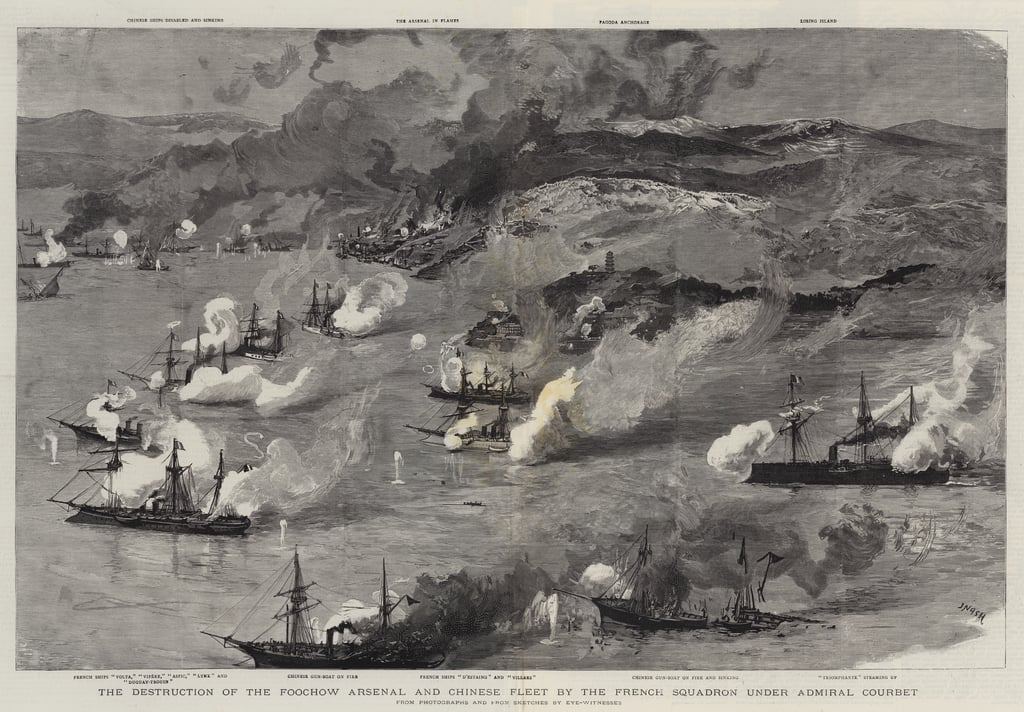
Франко-китайская война. Битва при Фучжоу

## Важнейшие события
- Вторая англо-афганская война (1878—1880)[1][2]. Первая англо-бурская война (1880—1881); компания De Beers основана (1888; Сесил Родс).
- В Бразилии «Каучуковая лихорадка» (1879—1912), «Золотой закон» отменяет рабство (1888), Бразильская империя преобразована в республику (1889).
- Убийство Александра II (1881) членами организации «Народная воля» (1879—1883). Контрреформы Александра III.
- Восстание махдистов (1881—1899) в Судане. Английская оккупация Египта при формальном сохранении прав Турции на эту территорию (1882).
- Неравные договоры Китая с Россией (1881), Францией (1885) и Португалией (1887). Запрет на миграцию китайцев в США (1882—1943). Франко-китайская война за гегемонию над Вьетнамом (1884—1885). Наводнение[англ.] (1887).
- Неравные договоры Кореи с США, Японией, Китаем, Германией, Англией, Россией, Италией и Францией (1882—1886).
- Создание «Тройственного союза» — военно-политического блока Германии, Австро-Венгрии и Италии (1882). Средиземноморская Антанта (1887). Прусский социализм.
- Вулкан Кракатау в Индонезии разрушает остров, вызывает цунами, смывшее 295 селений (1883).
- Колониальный раздел Африки проведён на Берлинской конференции (1884).
- Сербско-болгарская война (1885) привела к распаду «Союза трёх императоров».
- Афганский кризис (1885; «Большая игра»). Третья англо-бирманская война (1885—1887). Партия Индийский национальный конгресс (1885). Акт о морской обороне (1889).
- Индокитайский Союз (1887—1954).
- Второй интернационал (1889). Забастовка в США 350 тыс. рабочих, вылившаяся в митинги, протесты и столкновения рабочих с полицией (1 мая 1886; Бунт на Хеймаркет).

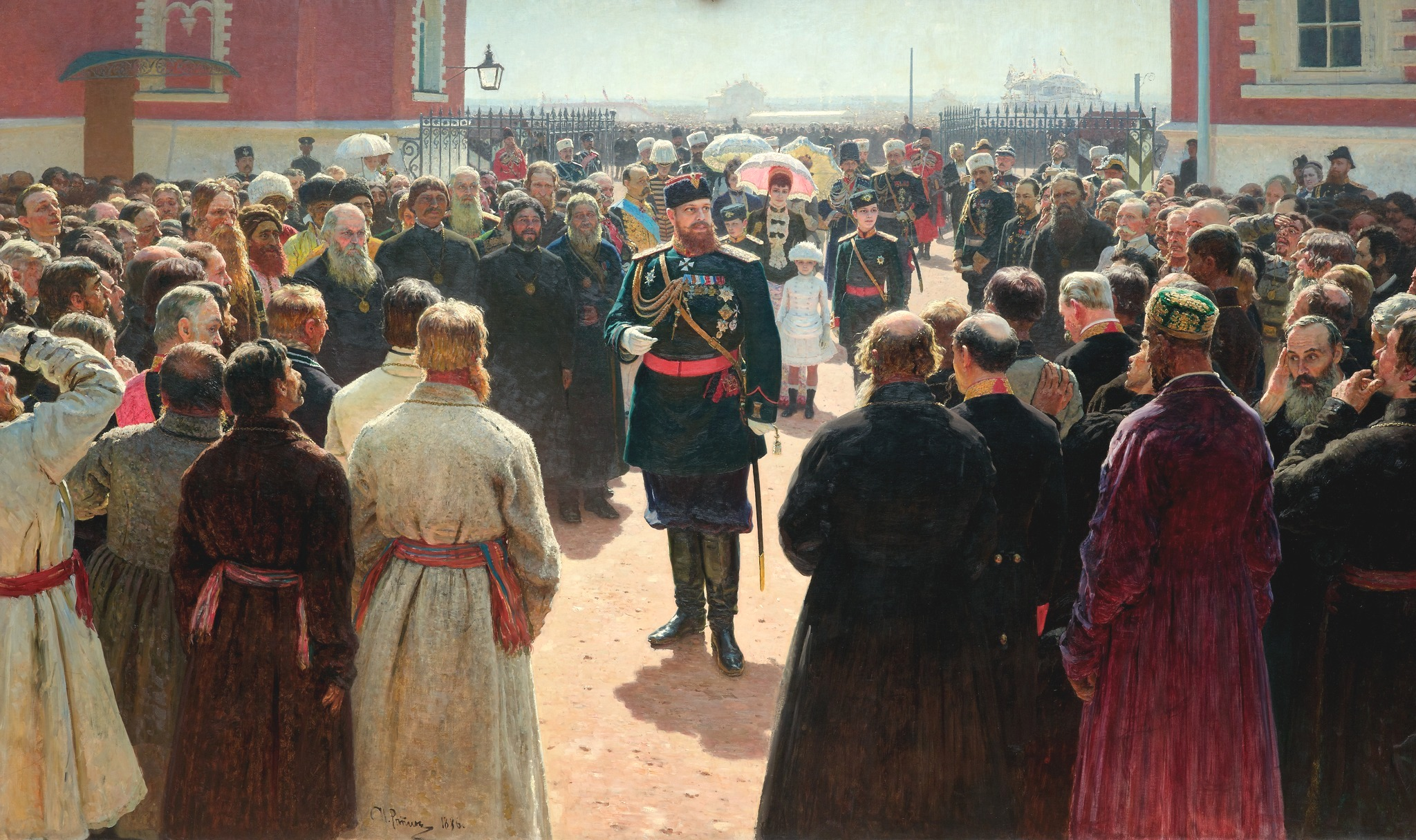
Приём волостных старшин Александром III во дворе Петровского дворца в Москве (1886; Репин)

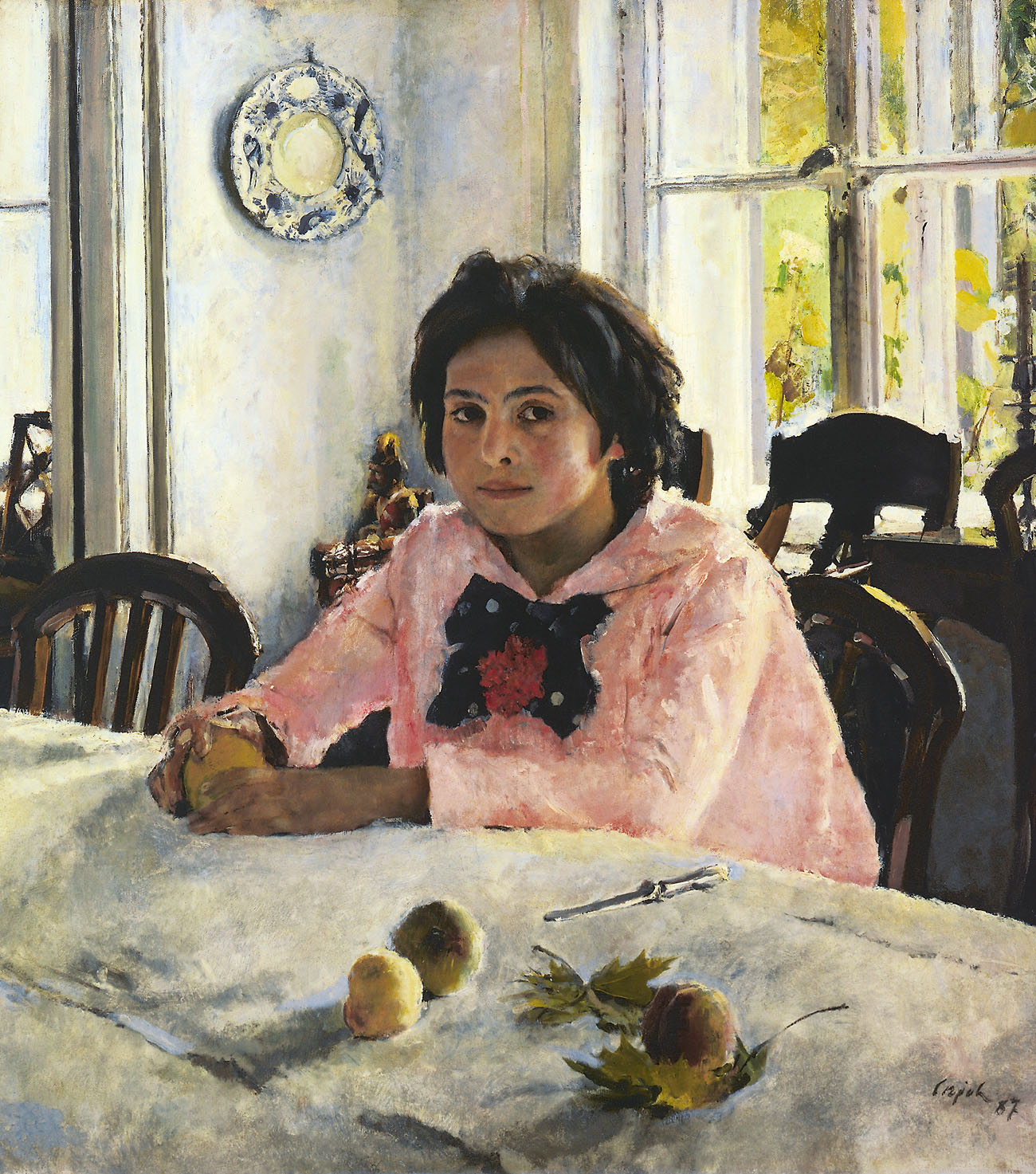
«Девочка с персиками» (1887; Серов)

## Культура

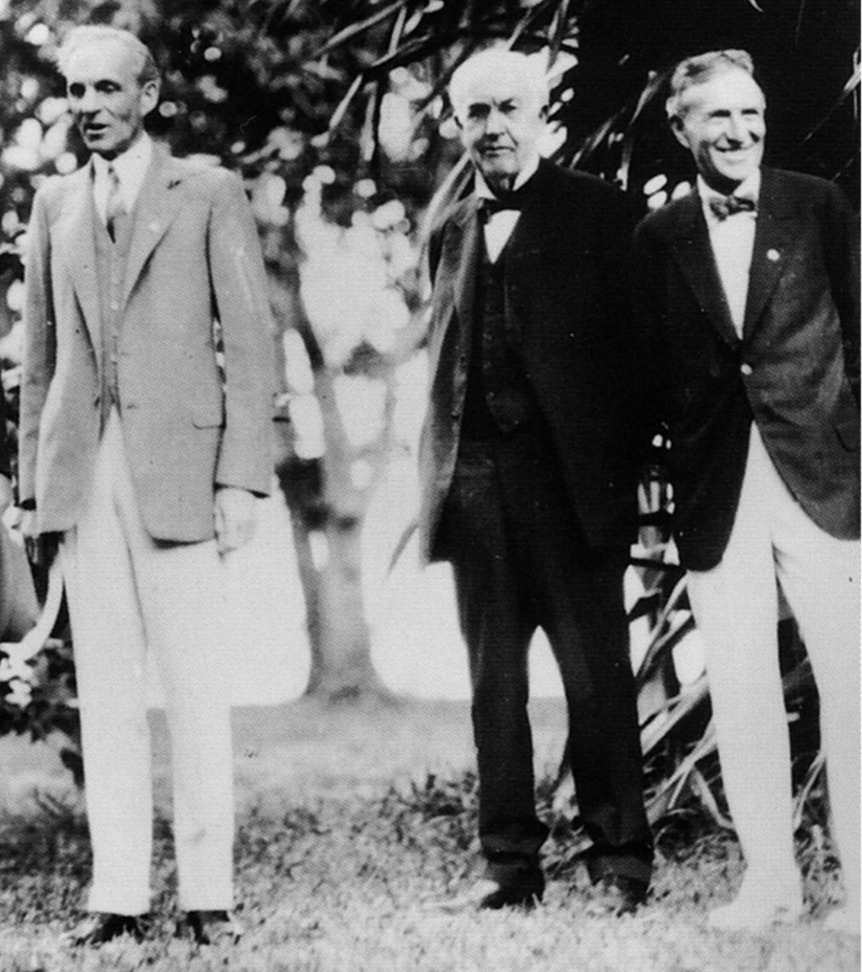
Три технологических магната эпохи: Генри Форд, Томас Эдисон, Гарви Файрстоун

- «Война токов» между компаниями General Electric (постоянный ток) и Westinghouse Electric (1886; переменный ток).
- Статуя Свободы (1886)
- Эсперанто (1887).
- Эйфелева башня (1889)
- Мулен Руж (1889).

### Наука и техника
- Электростанция (электростанция — 1881, Годалминг, Англия; гидроэлектростанция у Ниагарского водопада — 1881; крупные тепловые электростанции — 1882)
- Трамвай (первая электрическая трамвайная линия — 1881, Вернер фон Сименс)
- Рефрижераторное судно («Данидин»[англ.] — 1881).
- Электровоз (1883, Leo Daft)
- Термоэлектронная эмиссия (1883, Эдисон)
- Пулемёт, действующий от энергии патронов (1883, Хайрем Максим)
- Дирижабль (первый полностью управляемый полёт — 1884, «La France»)
- Мотоцикл (патент — 1885, Готтлиб Даймлер)
- Небоскрёб (1885, Хоум-иншуранс-билдинг)
- Алюминий (промышленный метод — 1886, Charles Martin Hall, Paul Héroult)
- Фагоцитоз (1882, Мечников; вторая бактериологическая станция в мире — 1886)
- Граммофон (патент — 1887, Эмиль Берлинер)
- Институт Пастера (1888) — исследования в области биологии, микроорганизмов, инфекционных заболеваний и вакцин.
- Электромагнитные волны (1888, Герц);
- Фотография (фотоплёнка — 1884; массовая камера — 1888, Джордж Истмен)
- «Задача о вращении твёрдого тела» (1888, Ковалевская)

### Живопись
- Альфред Сислей (1839—1899) (Франция). «Лужайки весной» (1881).
- Иван Крамской (1837—1887) (Российская империя). «Неизвестная» (1883).
- Винсент ван Гог (1853—1890) (Нидерланды). «Красные виноградники в Арле» (1888).
- Николай Каразин (1842—1908) (Россия). «Хивинский поход 1873 г. Через мёртвые пески к Колодцам Адам-Крылган» (1888).
- Иван Шишкин (1832—1898) (Россия). «Утро в сосновом лесу» (1889).
- Валентин Серов (1865—1911) (Россия).
- Василий Суриков (1848—1916) (Россия).

### Музыка
- Эмиль Вальдтейфель (1837—1915) (Франция). «Les Patineurs» (1882).
- Хувентино Росас (1868—1894) (Мексика). «Sobre las Olas» (1884).
- Габриель Форе (1845—1924) (Франция). Фортепианный квартет № 2 (1886).
- Николай Римский-Корсаков (1844—1908) (Россия). Сюита «Шехеразада» (1888).